# مردم چچن
چچنی‌ها بزرگترین گروه قومی - بومی قفقازی_آسیای مرکزی ، در منطقه قفقاز شمالی محسوب می‌شوند، زبان مردم چچن به گروه زبانهای شمال خاوری قفقاز، گروه فرعی ناخچیو، تعلق دارد. این زبان به زبان اینگوشی بسیار نزدیک است. زبان چچنی چندگویش دارد که از میان آنها، گویش چچنیهای ساکن دشتها مبنای زبان ادبی چچن است و واژگان فارسی ، عربی ، ترکی، گرجی و روسی بسیاری در آن وجود دارد
در اوایل سده سیزدهم/ نوزدهم، از الفبای عربی/ استفاده می‌شد. پس از انقلاب اکتبر، زبان چچنی به زبان ادبی ارتقاء یافت.

## دین مردم چچن
مردم چچن بیشتر حنفی مذهب‌اند

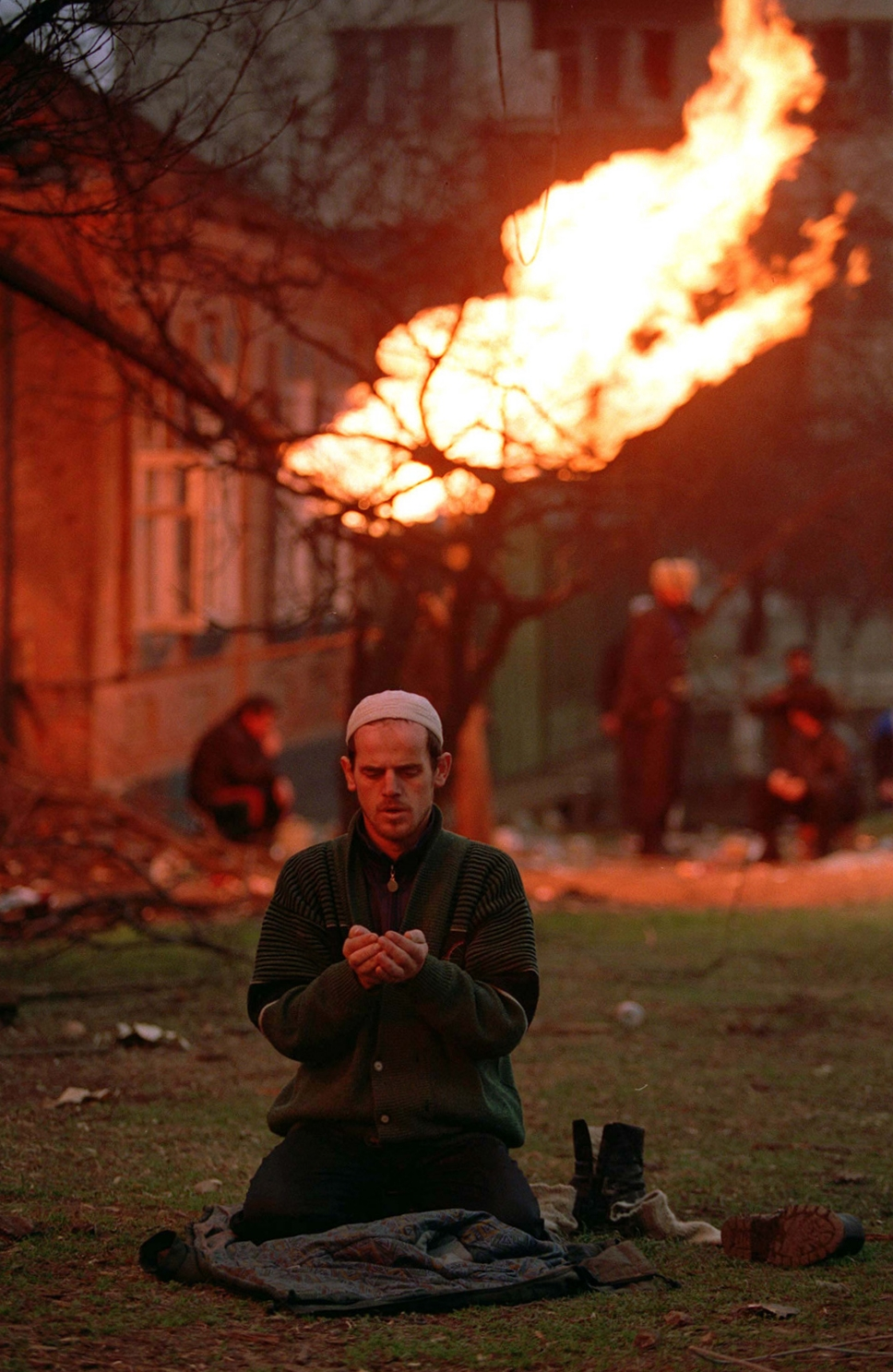
یک مرد چچنی در حال دعا کردن در جنگ گروزنی. (بهار ۱۹۹۵)

دین اسلام پس از حمله تیمور و به‌ویژه در پی استقرار قزاقها در امتداد رود تِرِک در میان چچنها ریشه گرفت. نفوذ این دین به آهستگی و از مشرق کوه‌های چچن آغاز شد و ظاهراً آوارها و کومیکها اسلام را به میان آنان بردند
اینک دو طریقت نقشبندیه و قادریه در این جمهوری فعالیت می‌کنند، گسترش طریقت نقشبندیه در چچن به دهه ۱۸۲۰ برمی‌گردد که نخستین مبلّغان آن از داغستان به این منطقه آمدند. آنان سهم عمده‌ای در گسترش اسلام در چچن داشتند. این طریقت در نیمه نخست سده سیزدهم/ نوزدهم، در مبارزه با سلطه روسها بر منطقه، سهم مهمی داشت
طریقت قادریه را کونتاحاجی در ۱۲۷۸/۱۸۶۱ در چچن رواج داد. تعالیم وی در زمینه زهد و عدم خشونت و اجتناب از رویارویی با شر، با استقبال مردم روبه‌رو شد، به‌ویژه آنکه از جنگ سی ساله با روسها، که در ۱۲۷۶/ ۱۸۵۹ پایان یافت، خسته شده بودند.

## تاریخ
استقرار قبایل ناخ در این منطقه به اواخر هزاره اول پیش از میلاد و راندن طوایف ایرانی برمی‌گردد. در ۱۱۴ میلادی، امپراتوری روم سیطره خود را بر منطقه تثبیت کرد. در اواخر سده سوم میلادی، ایرانیان توانستند به سیطره روم بر منطقه پایان دهند. در سده چهارم میلادی، هونها چچن را تصرف کردند. در اواسط سده ششم آوارها هونها را شکست دادند و چچن را تصرف کردند. در سده هفتم میلادی، امپراتوری خزر بر منطقه سیطره یافت. در نیمه نخست سده اول هجری مسلمانان، وارد منطقه شدند، اما تلاش آنان برای سیطره بر قفقاز شمالی، به نتیجه‌ای نرسید. نبردهای آنان تا اواخر سده دوم ادامه یافت. در سده ششم تحت سیطره آلان‌ها، قبایل ناخ از خودمختاری برخوردار بودند. در دهه ۶۲۷/۱۲۳۰، مغولها وارد منطقه شدند و آلانها را به غرب چچن محدود ساختند. در ۷۹۲/۱۳۹۰، تیمورلنگ به منطقه حمله کرد و بخشی از منطقه، تحت سیطره تاتارهای سپاه تیمور قرار گرفت. در سده دهم، این منطقه محل کشمکش دولتهای روسیه و عثمانی و ایران شد. در همان سده، چچنها به دشتها و دره‌های ترک و ریزابه‌های جنوبی آن سونجا و آرگون سرازیر شدند. در ۹۸۶/۱۵۷۸، تزار روسیه، فئودور اول، به تِرِک و سرزمینهای پست قفقاز رسید و در ۹۹۹ پیشروی خود را به سوی جنوب تا سونجا ادامه داد. در ۱۰۱۳/ ۱۶۰۴، لشکرکشی وسیع بوریس گادونوف به قفقاز به شکست انجامید و قلعه‌هایی که در ۱۰۰۲/۱۵۹۴ فئودور اول در ساحل رودهای ترک و سونجا ساخته بود، بر اثر حملات جنگجویان داغستانی و سپاهیان ایران در ۱۰۶۲/۱۶۵۲ (دوره شاه‌عباس دوم) ویران شدند.
در این زمان، حکومت موروثی چچن در نواحی معروفی چون آرگون، شالی و نشاق، با خاندان آوار بود. این خاندان پس از سالها مبارزه با شمخال‌زادگان داغستانی، که در نواحی اِندِری و یخسای داغستان صاحب حکومتی موروثی بودند، منقرض شد و این نواحی به تصرف شمخال‌زادگان درآمد. با این حال، طرلاو، از بازماندگان آوارها، به مبارزه با شمخال‌زادگان پرداخت و آنان را از چچن راند. حکومت خاندان او، که به طرلاو اوغلو شهرت داشت، تا سالهای الحاق چچن به روسیه تزاری ادامه یافت. در کتاب احسن‌تواریخ نوشته حسن روملو آمده است عده ای از مردمان چچن را به مناطق مختلف ایران (مهردشت) کوچانده است